# Charles Connor
Charles Connor (New Orleans,14 januari 1935 – Glendale, 31 juli 2021) was een Amerikaanse drummer, vooral bekend als lid van de band van Little Richard. De schreeuw van Richard "a-wop bop-a loo-mop, a-lop bam-boom" aan het begin van "Tutti Frutti" zou een verwijzing zijn naar Connors drumritmes. James Brown omschreef Little Richard en zijn band, met Connor als drummer, als "de eersten die funk in het ritme stopten".

## Jeugd
Connor werd in het Charity Hospital in New Orleans geboren. Zijn vader kwam uit Santo Domingo in de Dominicaanse Republiek en was een chefkok op een koopvaardijschip, zijn moeder was een geboren Louisiaanse. Hij groeide op in het French Quarter, waar hij geïnspireerd werd door de parades en fanfares die dixieland speelden. Van zijn vader leerde hij, tijdens diens verlofperiodes aan wal, de calypso-liedjes.  Hij kreeg zijn eerste drumstel van zijn ouders toen hij vijf was. Zijn muzikale helden waren  Bob Alden, Art Blakey, Charles Otis, Gene Krupa, Buddy Rich en Max Roach.

## Carrière
Het eerste professionele werk van Connor als drummer kwam in 1950, op 15-jarige leeftijd, toen hij door Professor Longhair werd ingehuurd om met hem te drummen op Mardi Gras. De volgende drie jaar speelde Connor drums bij Smiley Lewis, Guitar Slim, Champion Jack Dupree en Shirley and Lee. Op 18-jarige leeftijd, in 1953, werd Connor de drummer van Little Richards band The Upsetters. De Upsetters begonnen met succes te toeren - zelfs zonder een bassist - waardoor drummer Connor gedwongen werd "heel hard" op zijn basdrum te bonzen om een "staande baseffect" te krijgen. Connor bleef voor Richard drummen, zijn faam nam in de jaren vijftig toe door zijn drummwerk op platen als "Lucille", "She's Got It", "Keep A-Knockin'" en "Ooh! My Soul". Op "Keep A-Knockin'" uit 1957 speelde Connor een drumintro van vier maten bekend als de "flattened oud double shuffle" ("afgeplatte dubbele shuffle"), die John Bonham later imiteerde in de opening van Led Zeppelins "Rock and Roll". Als Richard vakantie had, drumde Connors bij James Brown, die dezelfde boekingsagent had als Richard. Brown omschreef Connor, als drummer van Richard, in de periode midden jaren 1950,  als "de eerste [drummer] die funk in het ritme bracht".
Little Richard verruilde de muziek in 1957 voor de kerk, zijn band met Connor werd overgenomen door Sam Cooke. In zijn latere carrière drumde Connor met Jackie Wilson, The Coasters, Big Joe Turner, Larry Williams, Don Covay, George Lightfoot en Dee Clark. In de jaren 1980 richtte Connor een eigen groep op, Charles Connor's Upsetters. Hun eerste single was een cover van Little Richards "I Got It", daarna brachten ze een aantal eigen composities uit, waaronder "Kiss My Love" en "Drummer Man" (met Connors eerste leadzang op plaat). Connor en Richard speelden, na een onderbreking van drie decennia, in 1990 weer op een podium met elkaar met "The Girl Can't Help It" in Malmö in Zweden.
Connor heeft twee boeken uitgegeven, "Keep a Knockin'" (2015) en "Don't Give Up on Your Dreams" (2008), met als motto :
“Geef je dromen niet op: jij kunt ook een winnaar zijn!” luidt: ‘Wees een goed mens. Stel uw doelen, mik hoog en bereik ze. Omring jezelf met positieve, bemoedigende mensen die je zullen helpen die doelen te bereiken. Versterk jezelf; ga er dan op uit en doe iets speciaals voor jezelf en anderen!”
Connor werd in 2010 opgenomen in de Louisiana Music Hall of Fame. In 2013 bracht hij zijn album Still Knocking uit. Tot aan zijn dood werkte hij aan een autobiografische documentaire.

## Priveleven
Connor trouwde voor het eerst in 1959. Hij kreeg twee zonen en twee dochters, maar het leven onderweg eiste zijn tol en het huwelijk eindigde vervolgens in een scheiding. Een later huwelijk met Peggy Penneman, de zus van Little Richard, eindigde om dezelfde reden in een scheiding. Zijn derde huwelijk met Zenaida, die hij als meisje eens in de Filipijnen ontmoet had, bleef langer in stand, mede omdat hij zijn optredens beperkte tot de lokale podia. Samen kregen ze een dochter genaamd Queenie.
Connor stierf op 31 juli 2021 in zijn huis in Glendale in Californië, onder zorg van een hospice. Hij was 86 en leed vóór zijn dood aan normaledrukhydrocefalie, een hersenaandoening die vochtophoping veroorzaakt.